# Gostović
 Gostović  falu Horvátországban Zágráb megyében. Közigazgatásilag Vrbovechez tartozik.

## Fekvése
Zágrábtól 38 km-re északkeletre, községközpontjától 5 km-re északra a megye északkeleti részén fekszik.

## Története
1223-ban nemesi birtokként említik először, majd később a Gostović-Lovrenčina uradalom központja volt. 1460 és 1600 között a Belovarec nemesi család élt itt, akikről akkor a Belovarci nevet viselte. 1598-ban két jobbágyportája adózott. 1600 után újra mai nevét viselte.
A falunak 1857-ben 80, 1910-ben 166 lakosa volt. Trianonig Belovár-Kőrös vármegye Kőrösi járásához tartozott. 2001-ben 152 lakosa volt.

## Lakosság
| Lakosság változása | Lakosság változása | Lakosság változása | Lakosság változása | Lakosság változása | Lakosság változása | Lakosság változása | Lakosság változása | Lakosság változása | Lakosság változása | Lakosság változása | Lakosság változása | Lakosság változása | Lakosság változása | Lakosság változása |
| ------------------ | ------------------ | ------------------ | ------------------ | ------------------ | ------------------ | ------------------ | ------------------ | ------------------ | ------------------ | ------------------ | ------------------ | ------------------ | ------------------ | ------------------ |
| 1857               | 1869               | 1880               | 1890               | 1900               | 1910               | 1921               | 1931               | 1948               | 1953               | 1961               | 1971               | 1981               | 1991               | 2001               |
| 80                 | 87                 | 76                 | 102                | 127                | 166                | 155                | 161                | 168                | 173                | 179                | 146                | 150                | 133                | 152                |

## Külső hivatkozások
Vrbovec város hivatalos oldala